# Allium tubiflorum
Allium tubiflorum är en amaryllisväxtart som beskrevs av Alfred Barton Rendle. Allium tubiflorum ingår i släktet lökar, och familjen amaryllisväxter. Inga underarter finns listade i Catalogue of Life.